# Gianluca Guazzaroni
Gianluca Guazzaroni (Orte, 10 marzo 1963) è un karateka italiano.

## Biografia
Inizia a muovere i primi passi nel Karate all'età di 10 anni con i tre fratelli. Entra giovanissimo nel centro sportivo dell'Arma dei carabinieri in qualità di atleta.
Nel corso della sua carriera ha vinto due volte i campionati mondiali di karate, nel 1985 e 1988, e, il 5 agosto 2013, i World Master Games svolti a Torino.

## Palmarès
- Bronzo 1983 Kumite Individuale -80 kg, Campionati Europei di Madrid, Spagna
- Oro 1985 Kumite Individuale -80 kg, World Games di Londra, Regno Unito
- Bronzo 1986 Kumite Individuale -80 kg, Campionati del Mondo di Sydney, Australia
- Bronzo 1988 Kumite Individuale -80 kg, Campionati Europei di Genova, Italia
- Bronzo 1988 Kumite Individuale +80 kg, Campionati del Mondo del Cairo, Egitto
- Oro 1988 Kumite Individuale Open, Campionati del Mondo del Cairo, Egitto
- Oro 1989 Kumite Individuale -80 kg, World Games di Karlsruhe, Germania
- Bronzo 1992 Kumite Individuale -80 kg, Campionati Europei di Boscoducale, Paesi Bassi
- Oro 2003 Kumite Individuale +80 kg, World Police and Fire Games di Barcellona, Spagna
- Oro 2013 Kumite Individuale +80 kg, World Master Games di Torino, Italia